# Diané Sellier
Pour les articles homonymes, voir Sellier.
Diané Sellier est un patineur de vitesse sur piste courte français courant pour la Pologne.

## Biographie
Il commence à patiner au club de Fontenay-sous-Bois à l’âge de six ans .
En 2010, il se fracture le genou gauche. En 2014, il se fracture le tibia droit, et le brise à nouveau l’année suivante. Il se brise l’humérus en 2018.

## Carrière

### En France
En novembre 2019, il se classe 8e d’une manche du 500 mètres en Coupe du Monde à Salt Lake City. En février 2020, il est quatrième des championnats du monde junior au 1000 mètres et 11ème au 500 mètres.
Sellier s’entraîne avec l’équipe de France à Font Romeu, où il est loin de ses proches et où sa santé mentale se dégrade au point qu’il lui semble ne plus prendre de plaisir à patiner. En 2020, âgé de 19 ans, il décide d’arrêter la discipline. L’entraîneur de l’équipe nationale polonaise est le Français Grégory Durand. Entendant la nouvelle, il lui propose de déménager en Pologne et de s’entraîner dans l’équip nationale. Sellier accepte l’invitation.

### En Pologne
En mars 2021, Sellier obtient l’autorisation de concourir sous le drapeau polonais pour les compétitions internationales, mais doit avoir la nationalité polonaise pour participer aux Jeux olympiques. Il commence les démarches de naturalisation. Le mois suivant, il remporte les qualifications nationales pour la Coupe du monde.